# 박상훈 (촬영 감독)
박상훈(朴相勳, 1969년 4월 6일 ~ )은 대한민국의 촬영 감독이다.

## 학력
- 경성대학교 연극영화학과 (학사)
- 경성대학교 대학원 영화학과 (석사)

## 작품
- 《미지왕》 (1996)
- 《억수탕》 (1997)
- 《길목》 (1997)
- 《자웅동체의 불안》 (1998)
- 《내 안에 우는 바람》 (1998)
- 《학교전설》 (1999)
- 《질주》 (1999)
- 《사자성어》 (2001)
- 《성냥팔이 소녀의 재림》 (2002)
- 《플라스틱 트리》 (2003)
- 《페이스》 (2004)
- 《택시 드라이버》 (2004)
- 《인어공주》 (2004)
- 《아홉살 인생》 (2004)
- 《돌려차기》 (2004)
- 《혈의 누》 (2005)
- 《피터팬의 공식》 (2005)
- 《연애》 (2005)
- 《남극일기》 (2005)
- 《애정결핍이 두 남자에게 미치는 영향》 (2006)
- 《마음이...》 (2006)
- 《국경의 남쪽》 (2006)
- 《사생결단》 (2006)
- 《묘도야화》 (2007)
- 《핸드폰》 (2009)
- 《비밀애》 (2009)
- 《마린보이》 (2009)
- 《김씨표류기》 (2009)
- 《수상한 이웃들》 (2010)
- 《고사 두 번째 이야기: 교생실습》 (2010)

## 경력
- 부산아시아단편영화제 집행위원회
- 한국촬영감독협회 촬영감독
- 부산예술대학 영화영상 전임강사

## 수상
- 2006년 제29회 황금촬영상